# Justo Santa María de Oro
Fray Justo Santa María de Oro y Albarracín (San Juan, 30 de julio de 1772 - San Juan, 19 de octubre de 1836) fue un religioso argentino, defensor del republicanismo.

## Biografía
Era hijo de Juan Miguel de Oro Bustamante y Cossio y Elena Albarracín Ladrón de Guevara. A los 17 años ingresó en la Orden de los Dominicos en Chile, de donde regresó a su provincia en 1814, expulsado por el general José Miguel Carrera.
Sus contactos con sus hermanos de Orden en Chile sirvieron para que el General San Martín pudiera enviar correo secreto a través de ellos.
En 1816 fue elegido diputado al Congreso de Tucumán, junto con Francisco Laprida. Allí impulsó la declaración de la Independencia. La historiografía liberal lo ubica como un férreo defensor de la forma republicana de gobierno por su frase "hay que consultar a los pueblos".
En el Congreso de Tucumán sus palabras fueron "se dará la batalla a favor de la soberanía del pueblo" y por eso aparece la tesis de la monarquía constitucional o "Yo el Rey", enfrentada con la de la república o "Nosotros los pueblos".
Renunció al Congreso cuando, al año siguiente, éste se trasladó a Buenos Aires; fue deportado a Chile en 1818, llegando rápidamente a ser el superior de los Dominicos de ese país.
Regresó a San Juan en 1828, como vicario apostólico para la diócesis de San Juan de Cuyo. Construyó la Catedral, mejoró las escuelas religiosas de esa ciudad y fundó una para mujeres. El 21 de febrero de 1830 Santa María de Oro fue consagrado obispo en la iglesia de San José de la ciudad de San Juan, por José Ignacio Cienfuegos.
Retirado de la Política por no ingresar en las luchas intestinas entre unitarios y federales muere un 19 de octubre de 1836 y sus restos descansan en la Catedral de San Juan.

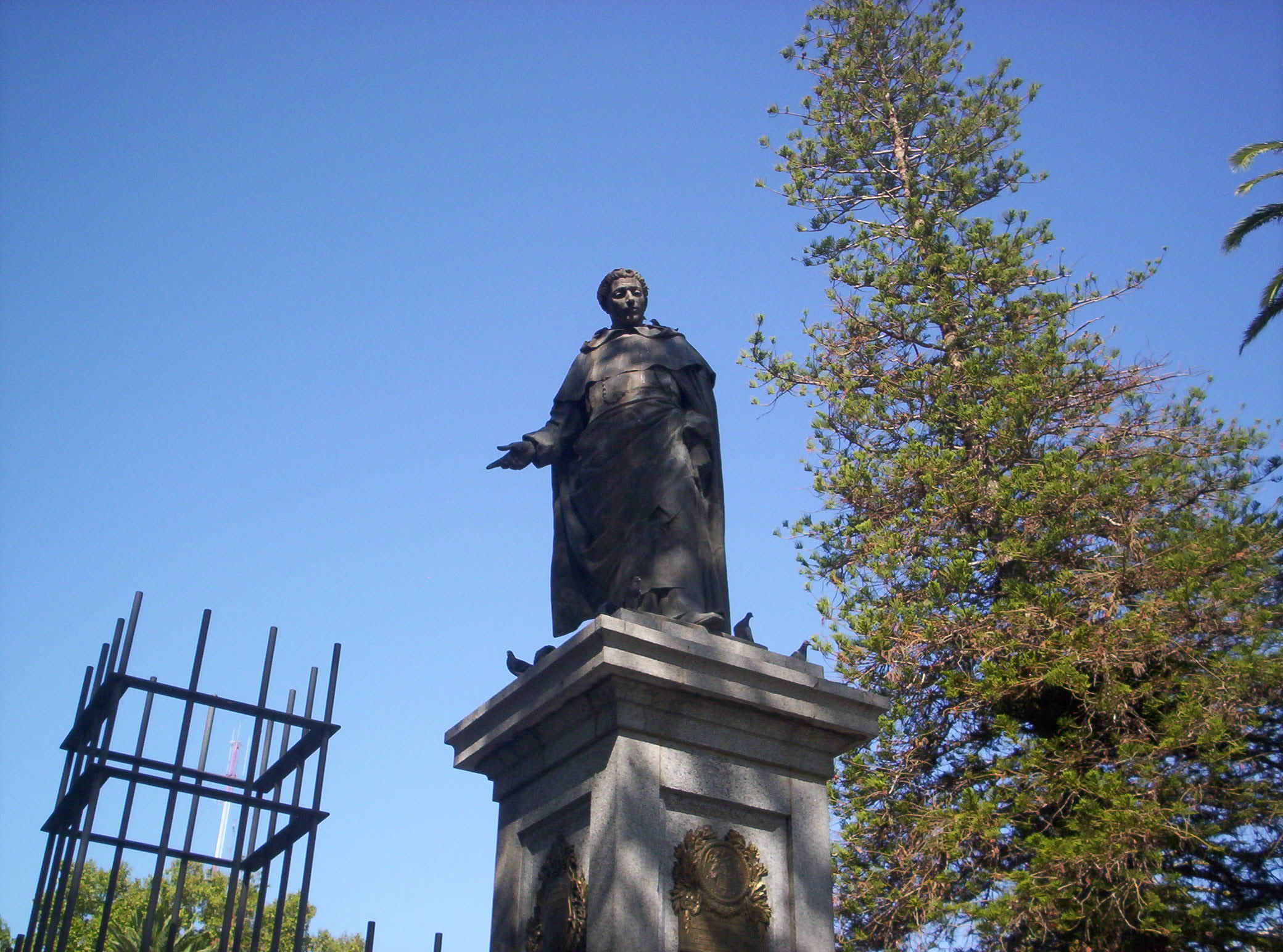
Monumento dedicado en la ciudad de San Juan.

Fray Justo Santa María de Oro y Albarracín era tío segundo de Domingo Faustino Sarmiento, Santiago Albarracín y de Santiago Rufino Albarracín.